# Walter Lüftl
Walter Lüftl, noto anche con lo pseudonimo di Werner Rademacher, Alfons Bauer (Vienna, 6 novembre 1933), è un ingegnere austriaco, presidente della Camera federale degli ingegneri dal 1990 al 1992. Nel 1991 scrisse il cosiddetto "Rapporto Lüftl", in cui nega l'Olocausto e contesta la fattibilità tecnica delle uccisioni di massa tramite il gas nei campi di concentramento nazisti.
In seguito alle notizie pubblicate dalla stampa sulle sue attività di revisionismo storico, fu costretto a dimettersi dalla carica nel marzo 1992. Nel dicembre 2009, la prevista cerimonia di consegna del Diploma d'oro di Ingegneria da parte dell'Università di Vienna scatenò le reazioni di una parte dei media: in seguito all'indagine, nel gennaio 2010 l'Università di Vienna ritirò l'onorificenza.

## Biografia
Nacque il 6 novembre 1933 a Vienna, studiò ingegneria civile presso l'Università tecnica di Vienna e si laureò nel 1959. Lavorò come ingegnere civile a Vienna e, dal 1969, anche come perito giudiziario. A metà degli anni Ottanta, Lüftl è stato coautore di diversi libri insieme al giornalista economico Paul C. Martin. Lüftl è membro del consiglio di amministrazione della Società austriaca per il diritto edilizio e ha ricevuto il titolo di Baurat honoris causa, nel 1988 è intervenuto come relatore nel Gruppo di lavoro per la politica democratica a Vienna, gruppo politico legato all'estrema destra.

### Presidente della Camera federale degli ingegneri
Nelle elezioni del maggio 1990, Lüftl e il suo gruppo elettorale, nella sezione degli ingegneri civili della Camera degli ingegneri di Vienna, Bassa Austria e Burgenland, ottennero la maggioranza relativa di cinque seggi su dodici. Dopo lunghe trattative per dar vita ad una coalizione di governo, Lüftl fu eletto presidente della Camera federale degli ingegneri (ora Camera federale degli architetti e degli ingegneri consulenti) dai delegati il 16 novembre 1990, in sostituzione dell'architetto Utz Purr.
La leadership di Lüftl fu fin da subito controversa, ad esempio nel febbraio 1991 scrisse l'editoriale della rivista Konstruktiv dove sostenne la tesi che la democrazia non consisteva "nel parlare il più a lungo possibile di qualcosa", perché quello era il "sistema di conversazione degli africani neri". Dopo che Kurt Puchinger, divenuto in seguito responsabile dell'urbanistica di Vienna, in una lettera all'editore aveva invocato la "possibilità di un'elezione presidenziale" e aveva criticato le sue osservazioni come "retorica presidenziale razzista", Lüftl si difese affermando di aver semplicemente citato dei "fatti etnologici".
Quando nel 1991 furono resi noti i progetti di modifica della Legge di proibizione del 1947 (che avrebbe dovuto criminalizzare la negazione dell'Olocausto), Lüftl inviò un memorandum intitolato Die neue Inquisition a Michael Graff, presidente della Commissione Giustizia, e a diversi altri membri del Consiglio nazionale, dove criticava la prevista modifica della legge definendola il "terrore di opinione ordinato dallo Stato".

### Relazione e dimissioni di Lüftl
Poiché la campagna di Lüftl non riscosse il successo sperato e solo poche reazioni, nel 1991 scrisse Holocaust. Glaube und Fakten, in cui nega la possibilità tecnica dell'omicidio di massa nel campo di sterminio di Auschwitz. Inviò questo documento a vari politici (tra cui il ministro della Giustizia Nikolaus Michalek, diversi membri del Consiglio nazionale e un governatore di provincia), giornalisti e al presidente del Senato della Corte Suprema. Il cosiddetto "Rapporto Lüftl" fu annunciato nella rivista neonazista Halt da Gerd Honsik e pubblicato in vari estratti, alcuni estratti apparvero sul giornale neonazista Sieg. Dopo che un articolo della Wirtschaftswoche riportò l'impegno di Lüftl, furono avviate delle indagini nei suoi confronti per sospetta violazione della Legge del 1947. Di conseguenza, Lüftl fu costretto a dimettersi dalla carica di presidente dell'Ordine degli Ingegneri il 13 marzo 1992. Nel comunicato stampa, i presidenti delle quattro camere regionali presero le distanze dalle dichiarazioni di Lüftl e definirono le sue dimissioni "inevitabili". Una traduzione in inglese del manoscritto, intitolata The Lüftl Report, fu pubblicata alla fine del 1992 sulla rivista pseudoscientifica Journal of Historical Review, ufficialmente senza la collaborazione dell'autore.
Il procedimento contro Lüftl fu archiviato nel 1994 - "contrariamente alle intenzioni del giudice istruttore", come scrive la storica Brigitte Bailer-Galanda - dall'Ufficio del Procuratore Capo di Vienna, in quanto solo "dubbi personali e soggettivi, ma nessun intento propagandistico" erano stati il motivo dello scritto di Lüftl ed egli non poteva essere chiaramente assegnato alla scena di estrema destra. In una lettera all'editore del 2004, Walter Lüftl si vantava di aver già prodotto molti "revisionisti delle catacombe":
(Walter Lüftl: Leserbrief an die Vierteljahreshefte für freie Geschichtsforschung)
Il Centro di Documentazione della Resistenza Austriaca (DÖW) e Simon Wiesenthal protestarono senza successo presso il Ministro della Giustizia, all'epoca Michalek, contro la chiusura del procedimento. I giornali estremisti di destra nazionali ed esteri celebrarono la vittoria del "revisionismo". Nel 1995 Herwig Nachtmann fu condannato a una multa e a otto mesi di libertà vigilata per la riattivazione del nazionalsocialismo a causa di uno dei rapporti che adottava le argomentazioni di Lüftl.

### Revisionista e negazionista
Negli anni successivi, Lüftl pubblicò ripetutamente articoli e lettere in riviste revisioniste ed estremiste di destra, come la Vierteljahreshefte für freie Geschichtsforschung e la Eckart della Österreichische Landsmannschaft. Già nel 2001, nei trimestrali elencava undici "bugie del nostro tempo" accanto alle "bugie storiche" di cui non gli era permesso scrivere: "menzogna del deperimento delle foreste", "menzogna dello scioglimento della calotta polare", "menzogna dell'innalzamento del livello del mare", "menzogna del buco dell'ozono", "menzogna del clima", "menzogna dell'effetto serra", "menzogna dei gas serra", "menzogna del risparmio energetico", "menzogna del nucleare", "menzogna della BSE" e "menzogna dell'afta epizootica"."
Nel 2005, insieme a Johann F. Balvany, Katalin Clemente-Palma, Moishe Friedman, Günther Kappel, Waltraud Kupf, Richard Melisch, Herbert Michner e Helmut Müller, firmò un articolo del noto antisemita cattolico Friedrich Romig sulla rivista Zur Zeit, pubblicata da Andreas Mölzer, in cui si parlava della "caccia" al negazionista dell'Olocausto e consigliere federale dell'FPÖ John Gudenus, poi condannato. Nel 2006, Lüftl ha chiesto l'aiuto dei lettori di Eckart per dimostrare l'autenticità del documento Lachout, una circolare falsificata da Emil Lachout del "Servizio di polizia militare" del "Comando alleato", che avrebbe dovuto smentire l'uso dei gas in vari campi di concentramento. Tuttavia, entrambe le organizzazioni non sono mai esistite, come il DÖW aveva già dimostrato nel 1989.
Negli ultimi anni, Lüftl ha scritto sempre più spesso sugli Huttenbriefe dell'estremista di destra di Graz ed ex leader del BDM Lisbeth Grolitsch. In un articolo pubblicato nel 2008, ha caratterizzato la "pseudo-religione della sostenibilità" come una continuazione del culto della ragione della Rivoluzione francese e l'ha collocata nelle vicinanze di Robespierre, sostituendo la terreur giacobina con il "terrore della raccolta differenziata". Nello stesso articolo, Lüftl ha descritto i Verdi come "marxisti travestiti da Verdi". Inoltre, contribuisce ripetutamente a vari siti web che negano il riscaldamento globale causato dall'uomo.

## Onorificenza controversa nel 2009
Alla fine di dicembre 2009, si è saputo che l'Università di Vienna aveva premiato Walter Lüftl con il Diploma d'Oro di Ingegneria in occasione del suo cinquantesimo anniversario di laurea, l'11 dicembre 2009. Il rettore Peter Skalicky ha difeso l'onorificenza al quotidiano Der Standard dichiarando:"Abbiamo fatto indagini specifiche. La facoltà ha approvato l'onorificenza". Dopo numerose proteste, anche da parte della comunità ebraica e dell'assessore alla cultura e alla scienza della città di Vienna, Andreas Mailath-Pokorny, Skalicky ha offerto le sue dimissioni all'attuale ministro della scienza, Johannes Hahn, ma quest'ultimo ha rifiutato. Skalicky ha istituito una commissione per indagare sulle circostanze dell'onorificenza di Lüftl entro l'inizio del 2010 e decidere un'eventuale ritrattazione. La vicenda ha suscitato scalpore anche in Polonia, dove il Premio Nobel Elfriede Jelinek ha criticato l'onorificenza di Lüftl in forma letteraria:
(Elfriede Jelinek: Im Reich der Vergangenheit)
L'onorificenza è stata formalmente revocata alla fine di gennaio 2010 dal rettorato su raccomandazione della commissione nominata, in quanto non erano stati soddisfatti i requisiti materiali e Lüftl aveva "danneggiato massicciamente la sua alma mater di Vienna". La revoca è stata accolta con favore in numerosi comunicati stampa, ad esempio dal Comitato Mauthausen Austria, dall'associazione Gedenkdienst, dall'Unione degli studenti austriaci e dal consigliere comunale Mailath-Pokorny. Anche Wolfgang Zinggl ha elogiato la revoca, ma ha criticato il "momento di shock" di quattro settimane del rettore Skalicky.
Hans Gamlich, che nel 2001 aveva ottenuto la sospensione condizionale della pena per negazione dell'Olocausto, ha criticato la ritrattazione in una lettera aperta a Skalicky. Il sito web neonazista alpen-donau.info ha pubblicato la lettera il 23 gennaio 2010 e una settimana dopo ha messo online una scansione della versione originale tedesca del Rapporto Lüftl. Il 3 febbraio 2010, il sito ha pubblicato un messaggio anonimo che citava la "lettera di ritiro" di Skalicky a Lüftl. Se Skalicky avesse mantenuto la ritrattazione, gli sarebbe stata "garantita una medaglia d'oro dal Bnai Brith". Il testo è molto simile alla documentazione del suo caso pubblicata da Lüftl nel 1994 sotto pseudonimo.

## Rapporto Lüftl
Il saggio Holocaust. Glaube und Fakten è diventato noto come "Rapporto Lüftl", dal titolo della traduzione inglese pubblicata dal giornale pseudo-scientifico Journal of Historical Review e ora in circolazione su Internet. Il documento si inserisce nella tradizione del Rapporto Leuchter, già confutato all'epoca, ed è stato prodotto all'incirca nello stesso periodo del cosiddetto Rapporto Rudolf, nel 1991 e 1992.
Il chimico Josef Bailer ha certificato nel 1995 che il documento è stato scritto "con apparente serietà scientifica", ma senza "argomentazioni conclusive e comprensibili sull'argomento". I tre punti principali del Rapporto Lüftl sono stati confutati da Bailer nel 1995, ovvero:
1. i gas di scarico dei motori diesel non erano assolutamente adatti a uccidere le persone;
2. il testimone Kurt Gerstein e quindi l'intera "letteratura sull'Olocausto" non era credibile;
3. lo Zyklon B rilasciava cianuro di idrogeno nell'aria troppo lentamente per essere stato utilizzato nelle gasazioni nei campi di concentramento di Auschwitz e Birkenau[14].

## Opere
Dal 1993 Lüftl ha pubblicato numerosi articoli e lettere su riviste revisioniste ed estremiste di destra come Deutschland in Geschichte und Gegenwart, Vierteljahreshefte für freie Geschichtsforschung e Huttenbriefe. Inoltre, vi furono altri contributi sotto gli pseudonimi di Werner Rademacher e Alfons Bauer (Bauer era il cognome del bisnonno di Lüftl), talvolta in collaborazione con altri negazionisti dell'Olocausto. Alcuni di questi contributi sono:
- Walter Lüftl, Die Formeln für den Staatsbankrott. Am Beispiel des finanziellen Endes der Republik Österreich, 2ª ed., München, Langen Müller Verlag, 1984, ISBN 3-7844-7144-7.
- Walter Lüftl, Die Pleite. Staatsschulden, Währungskrise und Betrug am Sparer, 2ª ed., München, Langen Müller Verlag, 1984, ISBN 3-7844-7145-5.
- Walter Lüftl, Der Kapitalismus. Ein System, das funktioniert, München, Langen Müller Verlag, 1986, ISBN 3-7844-7180-3.
- Walter Lüftl, Holocaust. Glaube und Fakten, Vienna.
- Walter Lüftl, Wenn der Krieg zu dir kommt, in Andreas Mölzer (a cura di), Als wir „befreit“ wurden, 2ª ed., Vienna, W3-Verlag, 2006,  pp. 345-348, ISBN 978-3-900052-07-2.
- Walter Lüftl, Über Gewissheit und Wahrheitsfindung, in Österreichische Gesellschaft für Baurecht (a cura di), Aktuelles zum Bau- und Vergaberecht, Vienna, Manz’sche Verlags- und Universitätsbuchhandlung, 2008, ISBN 978-3-214-07401-2.
- Walter Lüftl, Sachverständigenbeweis versus Zeugenbeweis, in Konstruktiv, n. 166, dicembre 1991,  p. 31f.
- (EN) Walter Lüftl, The Lüftl Report. An Austrian Engineer’s Report on the ‘Gas Chambers’ of Auschwitz and Mauthausen, in Journal of Historical Review, vol. 12, n. 4,  pp. 391-420.
- Walter Lüftl, Sollen Lügen künftig Pflicht sein?, in Deutschland in Geschichte und Gegenwart, vol. 41, n. 2, 1993,  p. 13f.
- Walter Lüftl, Die Lügen unserer Zeit, in Vierteljahreshefte für freie Geschichtsforschung, vol. 5, n. 3, settembre 2001,  p. 325f.
- Walter Lüftl, Die Pseudoreligion der „Nachhaltigkeit“, in Huttenbriefe, vol. 26, n. 5, ottobre 2008,  pp. 6-8.

Con lo pseudonimo Werner Rademacher:
- Werner Rademacher, Der Fall Lüftl, in Ernst Gauss (a cura di), Grundlagen zur Zeitgeschichte, Tübingen, Grabert-Verlag, 1994,  pp. 41-60, ISBN 3-87847-141-6.

Con lo pseudonimo Alfons Bauer:
- Alfons Bauer, Der „Fall Gudenus“ und die Realität in Österreich, in Vierteljahreshefte für freie Geschichtsforschung, vol. 9, n. 4, agosto 2006,  pp. 363-365.